# Gewandhaus Museum Inneringen

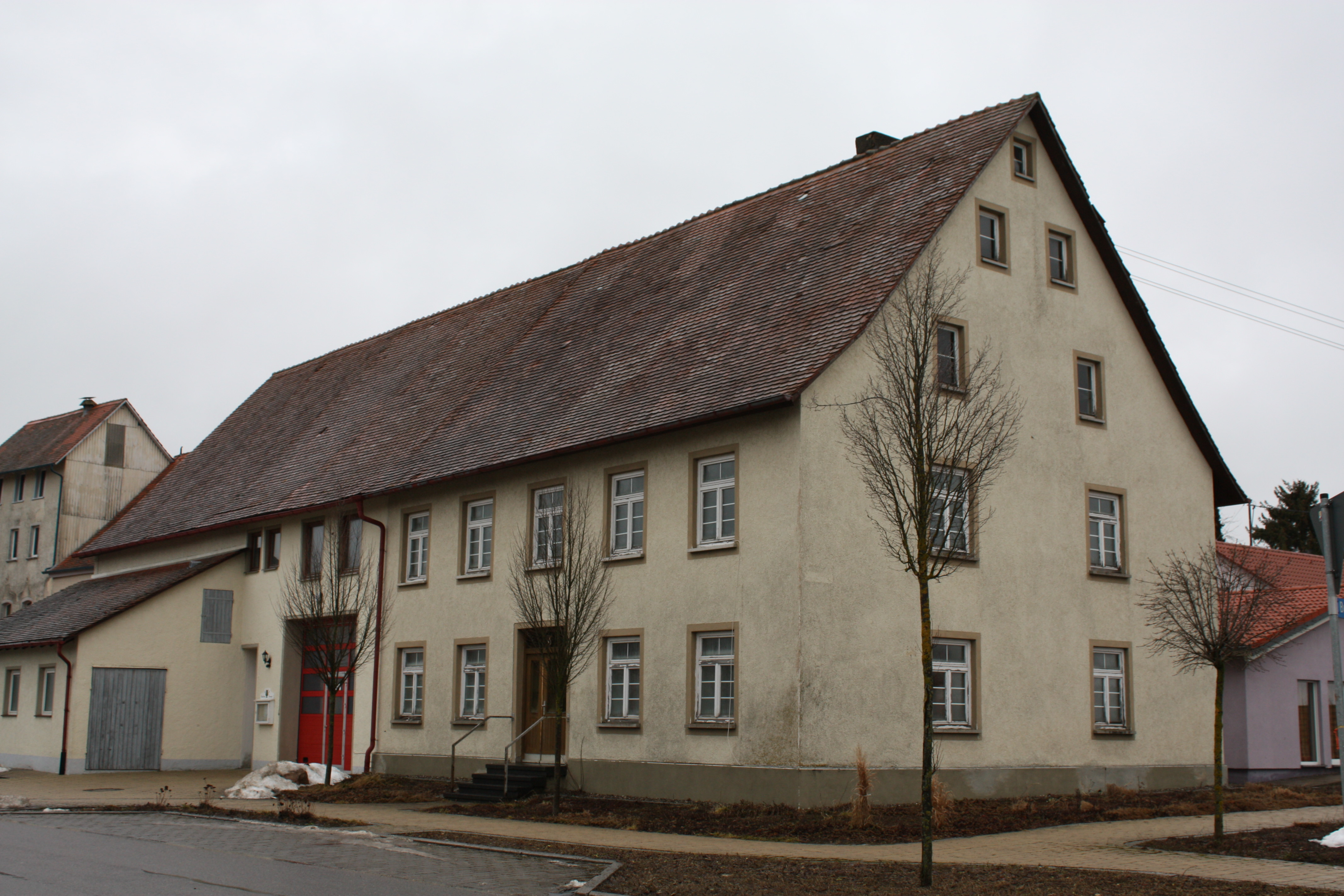
Das Gewandhaus vor der Renovierung

Das Gewandhaus Museum Inneringen ist ein 2015 eröffnetes Modemuseum in Inneringen, einem Stadtteil von Hettingen im Landkreis Sigmaringen in Baden-Württemberg (Deutschland). Es widmet sich der Mode- und Kostümgeschichte der vergangenen 500 Jahre. Initiatoren und Gründerinnen waren Ilse Wolf aus Inneringen und ihre in Neuseeland lebende Tochter Katja Morrison in Zusammenarbeit mit der Stadt Hettingen und ortsansässigen Vereinen.

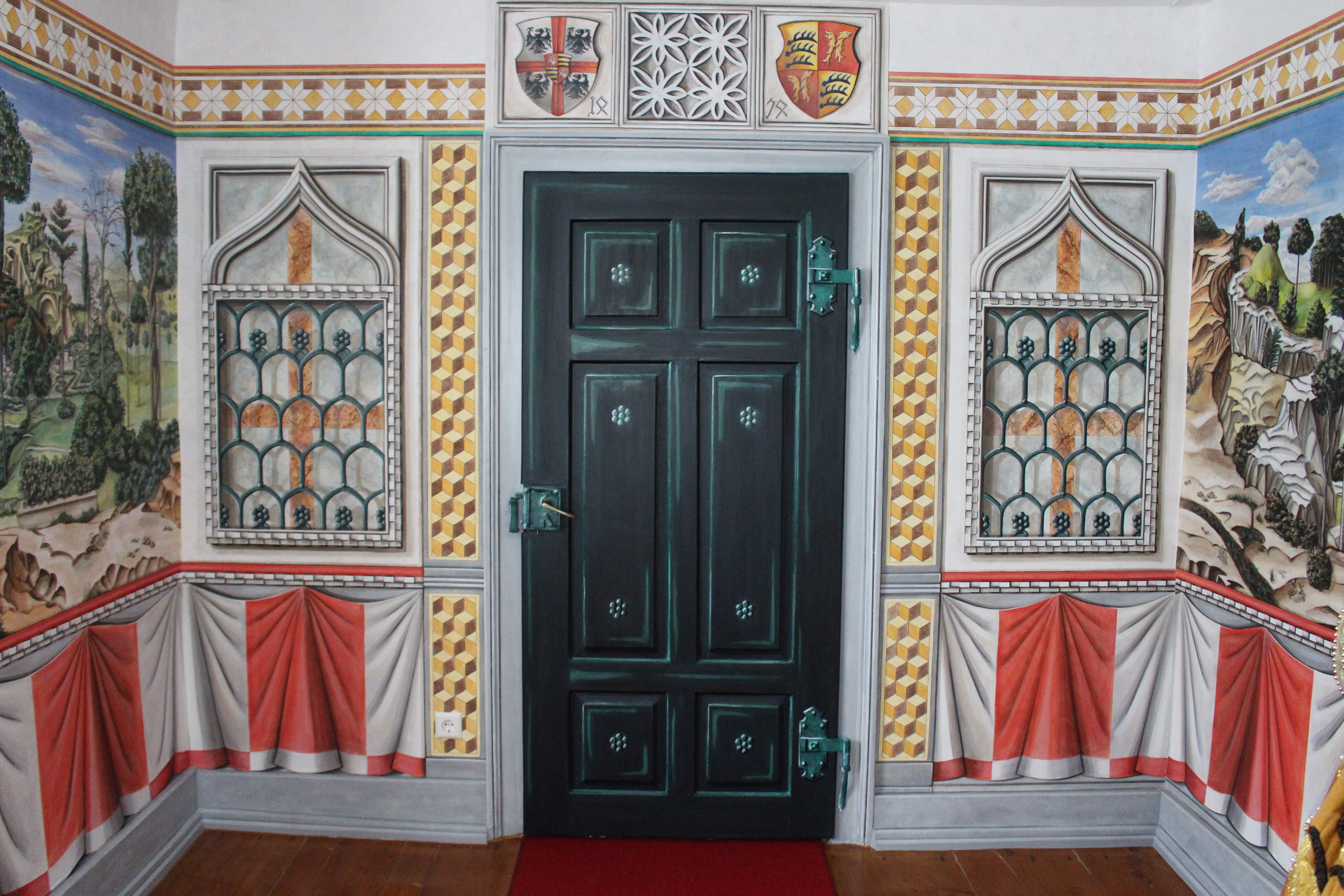
Gotik-Zimmer, Wandmalerei von Katja Morrison

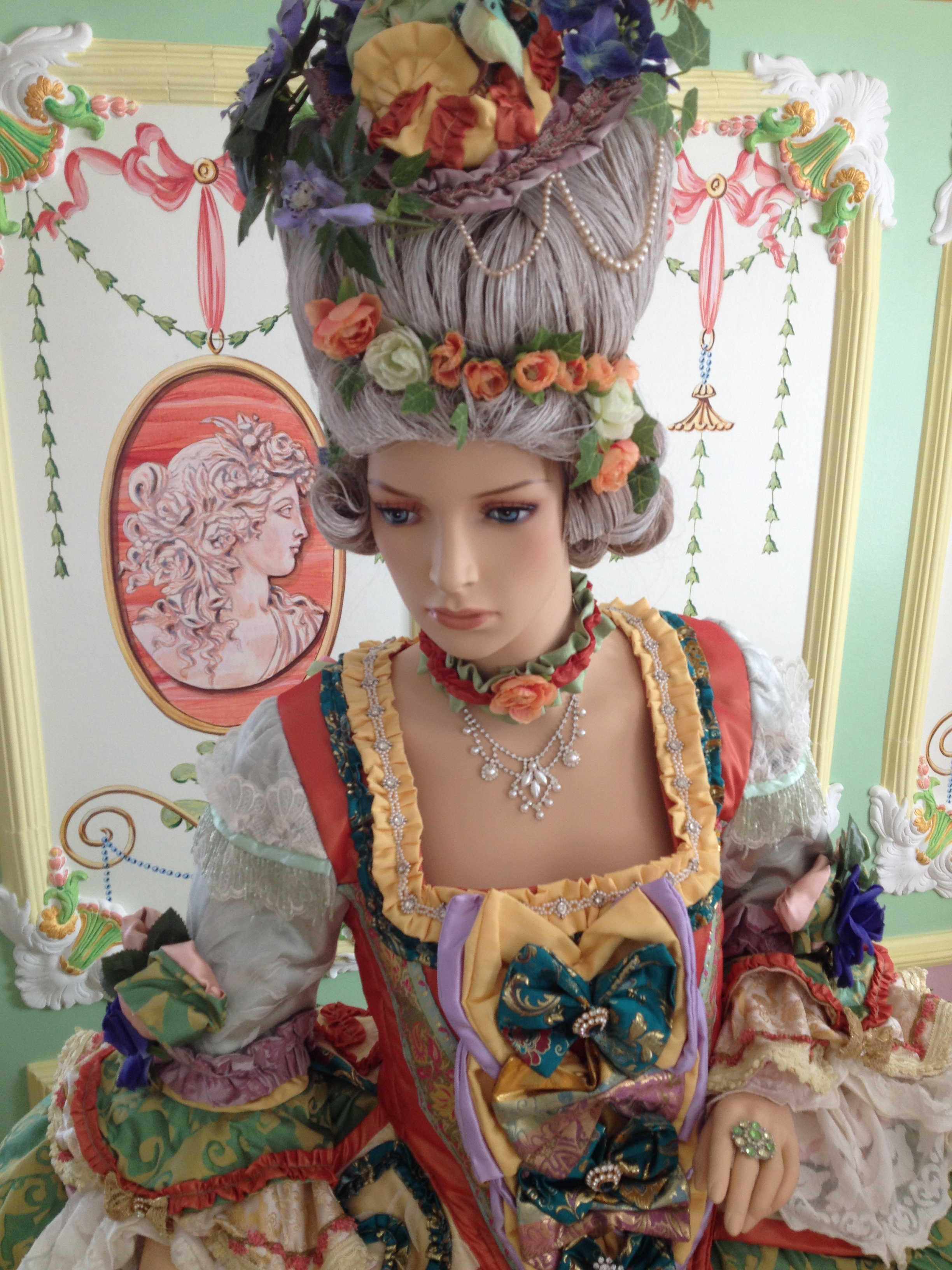
Rokoko-Zimmer, Kostüme von Ilse Wolf und Katja Morrison

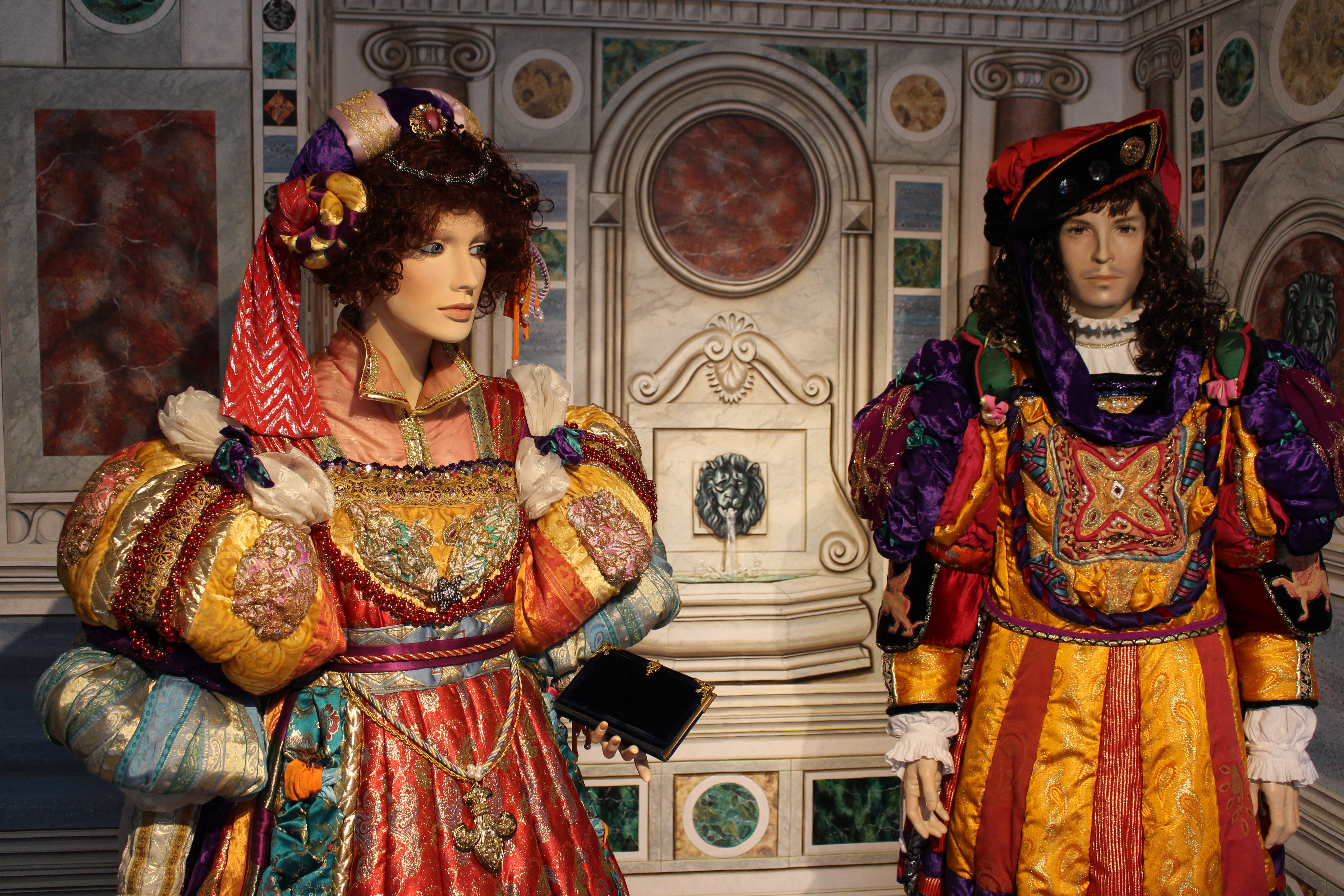
Renaissance-Zimmer, Kostüme von Ilse Wolf und Katja Morrison, Wandmalerei von Katja Morrison

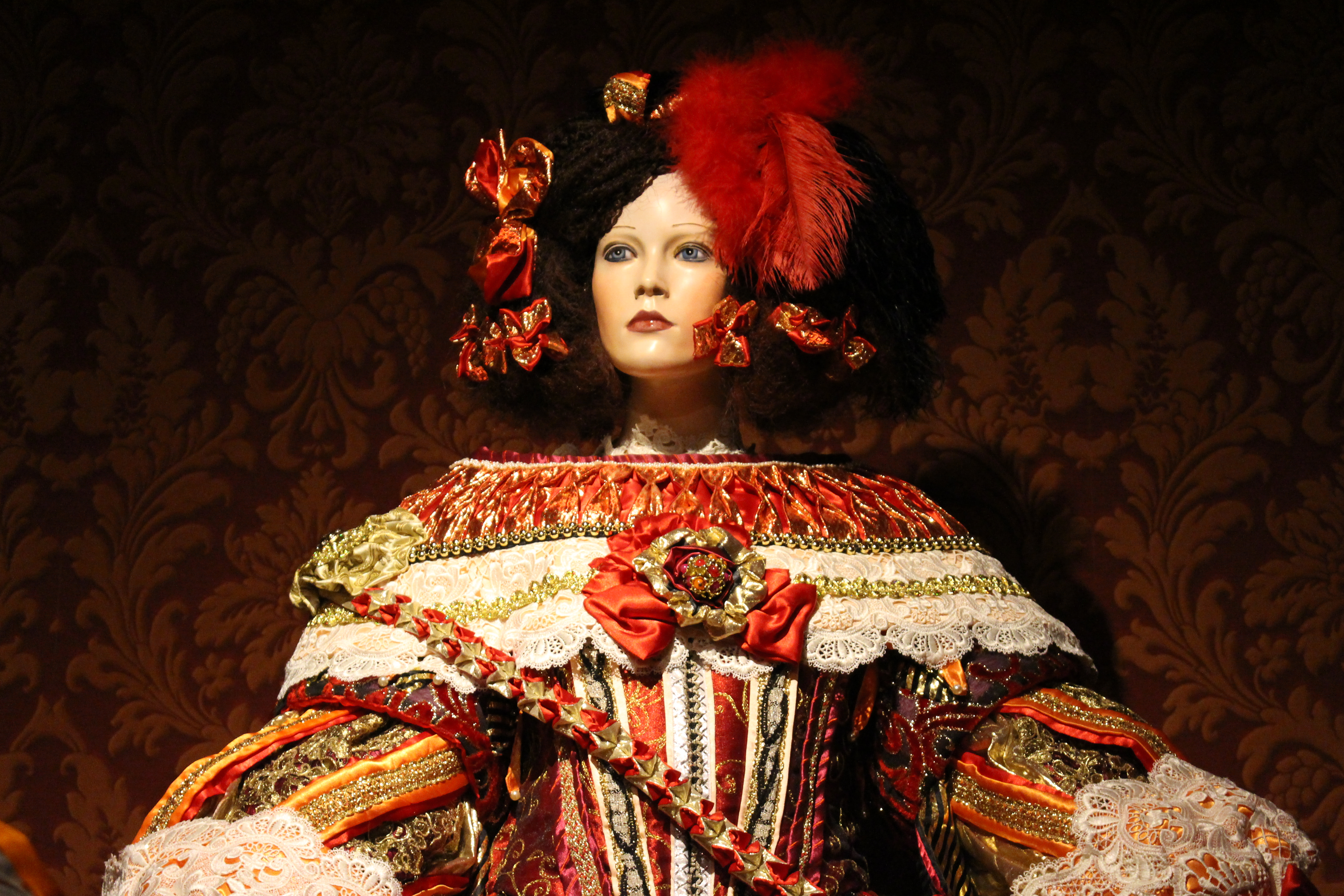
Spanische Mode, Kostüm von Ilse Wolf und Katja Morrison

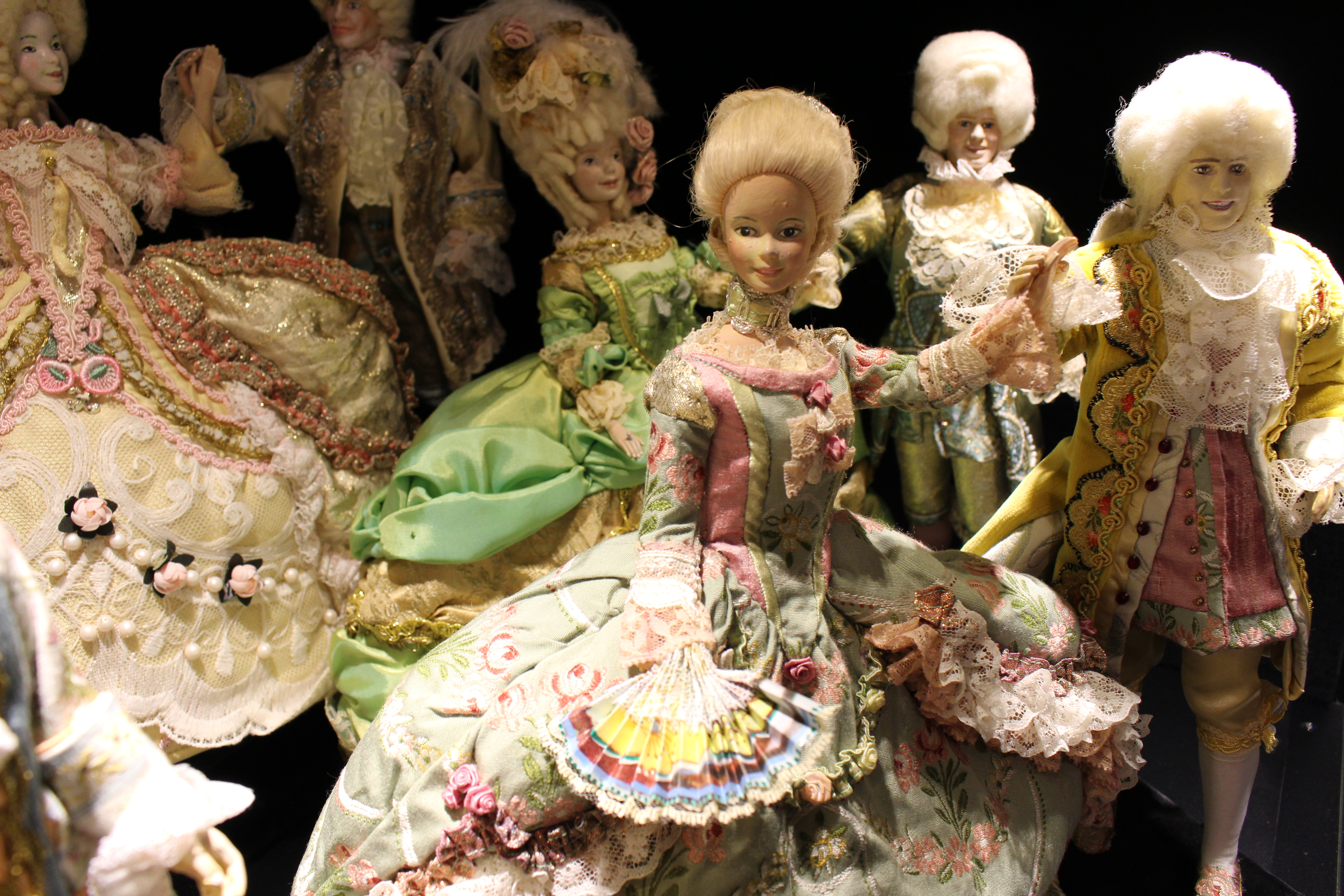
Mode-Reigen durch fünf Jahrhunderte von Ilse Wolf, Detail Rokoko

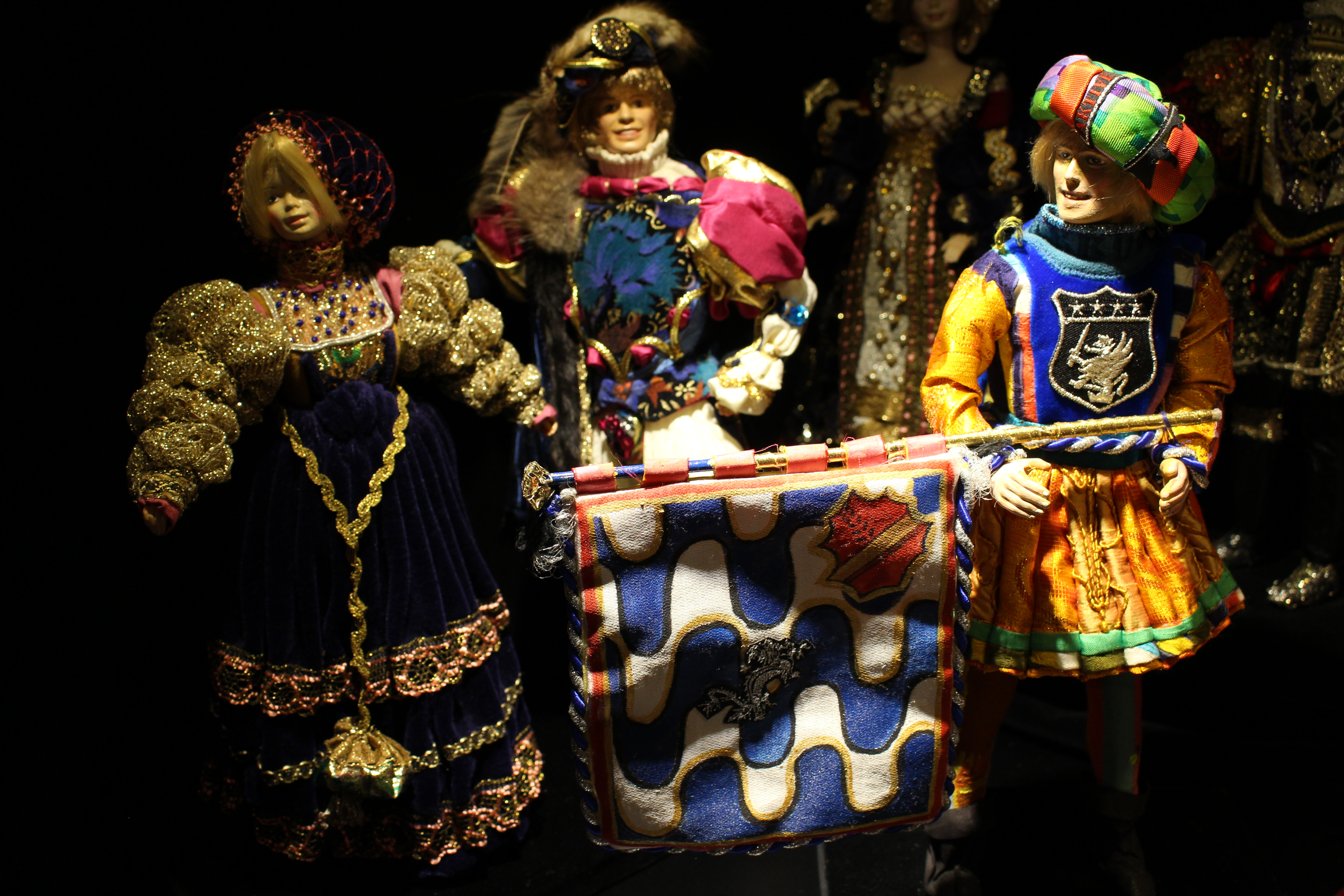
Mode-Reigen durch fünf Jahrhunderte von Ilse Wolf, Detail Renaissance

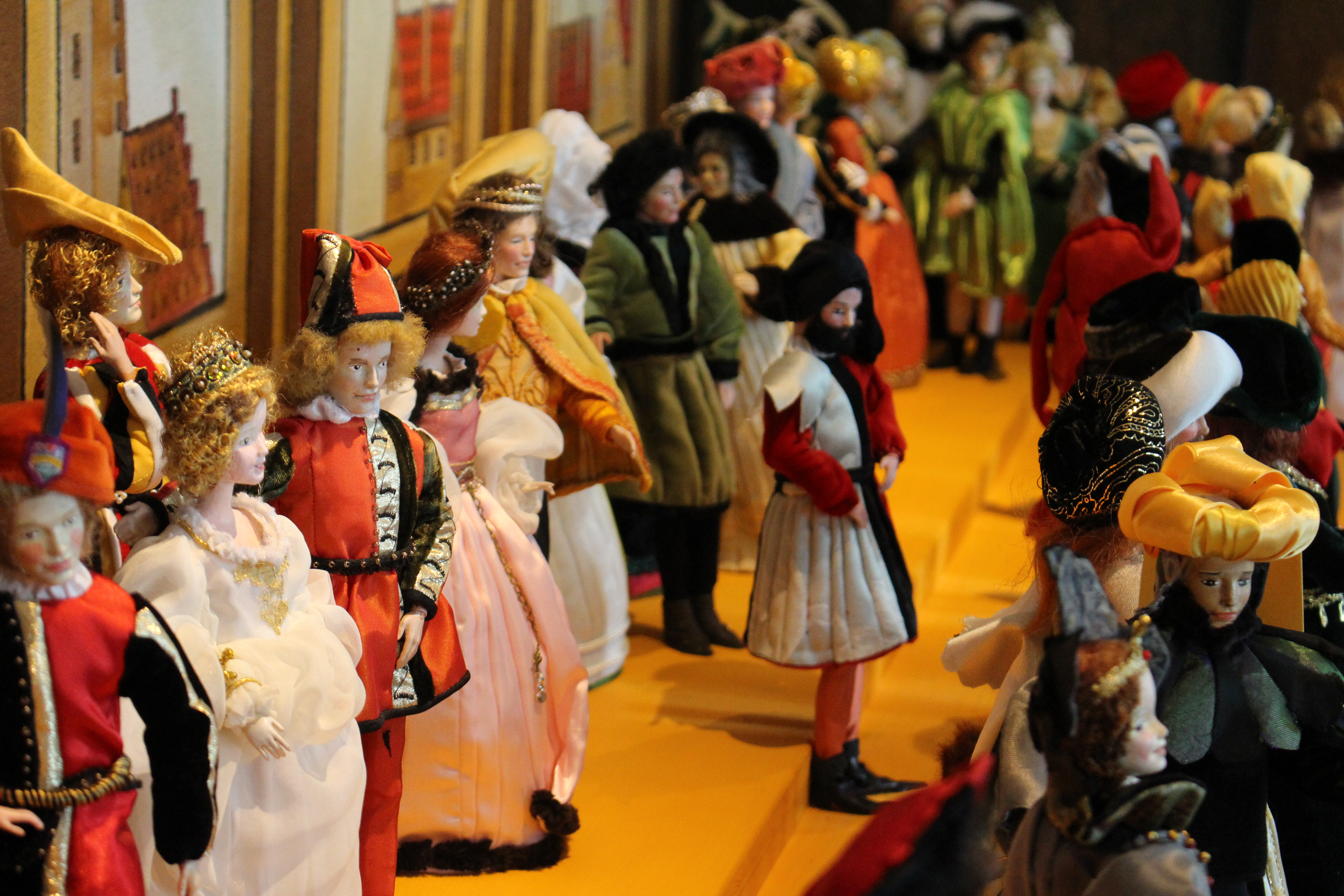
Augsburger Geschlechtertanz von Ilse Wolf, Detailansicht

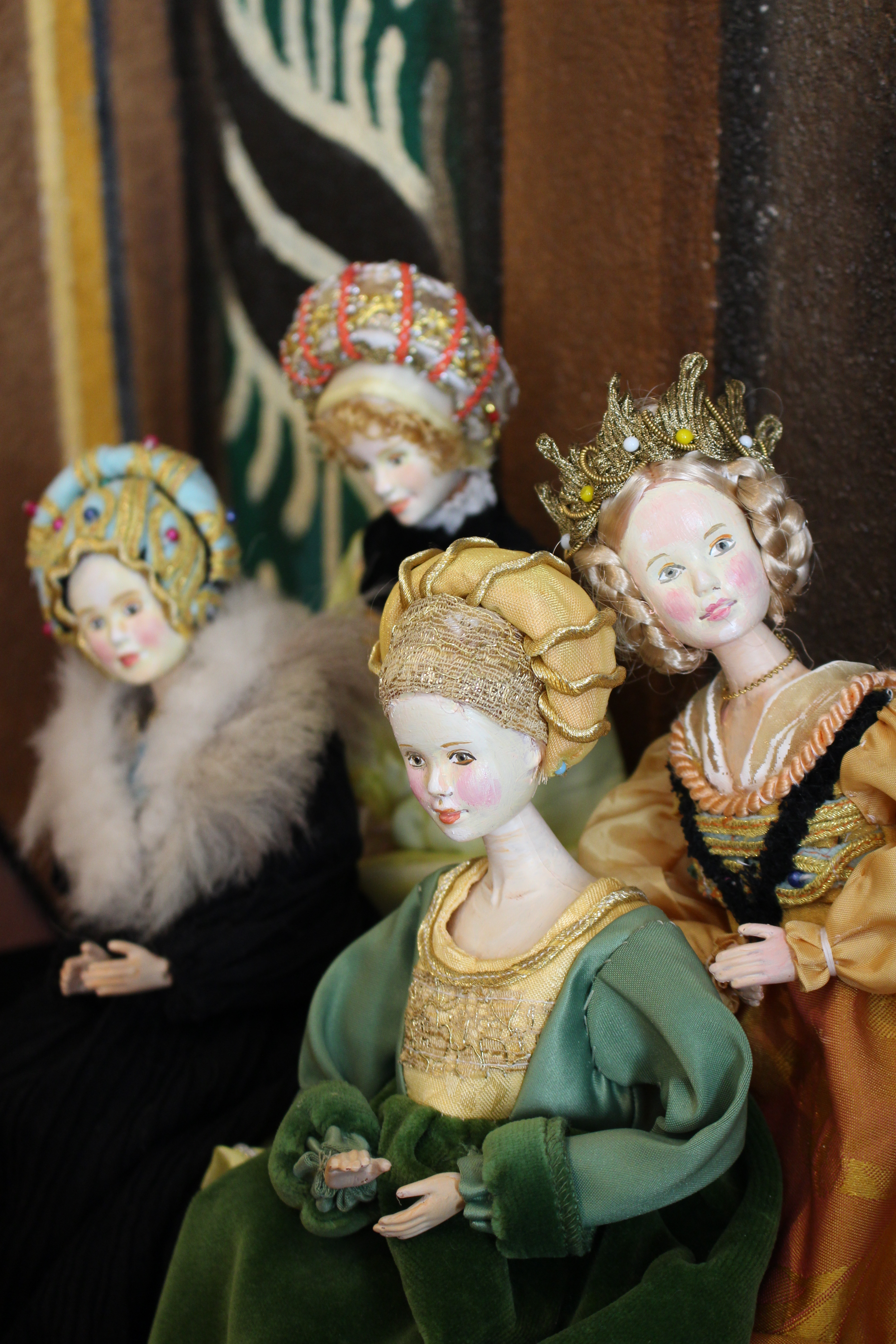
Augsburger Geschlechtertanz von Ilse Wolf, Detail Jungfern

## Beschreibung
Das städtische Museum befindet sich im Haus Sigmaringer Straße 9, einem aufwändig sanierten Fachwerkbau aus dem Jahr 1790 mit seinen hohen Räumen und den besonderen Dielenböden an der Ortsdurchfahrt von Inneringen auf der Schwäbischen Alb. Inhaberin des Gebäudes, das in früheren Zeiten höher gestellten Persönlichkeiten diente, ist die Stadt Hettingen. Das Museum befindet sich in der rechten Haushälfte. Im linken Teil sind der Musikverein Inneringen und das Feuerwehrhaus der Freiwilligen Feuerwehr Inneringen untergebracht.

## Geschichte
Das Gebäude aus dem 18. Jahrhundert, das bereits zum Abriss bestimmt war, wurde seit 2013 von der Stadt Hettingen aufwändig saniert und am 16. Mai 2015 feierlich eröffnet. Gefördert wurde das Gewandhaus Museum über die LEADER Aktionsgruppe Oberschwaben aus Mitteln der Europäischen Union und des Landes Baden-Württemberg. 75 Prozent der Gesamtkosten wurden von LEADER übernommen. Ein Förderverein wurde ins Leben gerufen, der 94 Mitglieder zählt. Alle Mitglieder im Förderverein Gewandhaus e. V. arbeiten auf ehrenamtlicher Basis.
Im Gewandhaus waren beide Künstlerinnen federführend für die Innen- und Außengestaltung der elf Zimmer verantwortlich und in den zwei Jahren der Renovierung und Entstehung uneigennützig tätig.
In jahrzehntelanger Arbeit haben die Künstlerinnen 25 prunkvolle Gewänder entworfen und genäht. Im Gewandhaus Museum sind diese prächtigen Roben dauerhaft ausgestellt. Jeder Raum wurde im Stil einer Modeepoche ausgestattet und zelebriert den einstigen Glanz des europäischen Hochadels. Um den Eindruck der Dreidimensionalität zu verstärken, bemalte Kunsthistorikerin Katja Morrison die Tapeten in illusionistischer Wandmalerei. Ihre handwerkliche Leistung führt den Betrachter in eine Zeitreise durch die faszinierende Geschichte der Mode. Ihre aufwändigen Wandmalereien wurden von ihr in Neuseeland auf Tapete gemalt und nach Deutschland verschickt.

## Ausstellungsbereiche

### Mode-Reigen durch fünf Jahrhunderte
Ilse Wolf schuf diese im Gewandhaus präsentierte Ausstellung. Sie ist eine Schau von 150 Figurinen in der Mode vergangener Epochen und war über die Jahre in zahlreichen Schlössern und historischen Gebäuden zu sehen. Die Künstlerin benötigte sieben Jahre für die Vollendung dieses Projektes.

### Augsburger Geschlechtertanz
Ilse Wolf gestaltete ebenfalls den „Augsburger Geschlechtertanz“ mit Figuren in historischen Kostümen nach dem gleichnamigen Gemälde von Narziß Renner aus dem Jahr 1522. Eine Kopie hängt in den Städtischen Kunstsammlungen in Augsburg und zeigt Bürgermacht und Bürgerpracht der Patrizier Augsburgs von der Gotik bis zur Reformation. Ilse Wolf formte die historischen Gewänder der Einzelpersonen exakt nach. Zugleich malte sie den Raum mit Stadtpfeifern und Stadtansichten des mittelalterlichen Augsburgs aus.

### Stoffkabinett
Stoffe, Borten, Kleidungsstücke vergangener Zeiten mit zahlreichen Gaben aus Inneringer Haushalten ergaben eine interessante Sammlung für Ilse Wolf. Hier werden Tradition, Brauchtum und Handarbeitstechniken vergangener Zeiten ästhetisch dokumentiert.

### Lebensgroße historische Kostüme
Gemeinsam haben Ilse Wolf und Katja Morrison die 25 im Gewandhaus ausgestellten historischen Kostüme geschaffen. Ursprünglich wurden die tragbaren Kostüme für den Karneval in Venedig entworfen. Eine Arbeitszeit von drei bis vier Wochen wurde für jedes Kostüm benötigt. Diese historischen Prunkgewänder wurden mit zahlreichen Preisen ausgezeichnet (Deutsches Theater München, Venezianische Messe in Ludwigsburg und Karneval in Venedig) und mehrmals in Rundfunk, Fernsehen und Presse vorgestellt. In jedem Raum stehen speziell entworfene Holzbücher auf Sockeln und erklären kurz die Geschichte des jeweiligen Raumes oder der im Raum dargestellten historischen Persönlichkeit. Diese Bücher wurden von Katja Morrison in Neuseeland angefertigt und bemalt. Der Besucher erhält den Eindruck interaktiv einen Codex aus der jeweiligen Zeit aufzuschlagen.

### Sammlung „Napoleon I. von Frankreich“
Dieser Raum reflektiert den Empirestil Napoleons I. von Frankreich in Malerei, Möbelkunst und Architektur. Vor einem Spiegel steht seine Frau Joséphine de Beauharnais im kunstvoll nachgebildeten Krönungsgewand. Eine Vitrine zeigt den Stammbaum Napoleons, dessen Miniaturen minutiös von Ilse Wolf auf Eier gemalt worden sind. Die ovoide Form galt schon immer als klassischer Grund in Kunst und Architektur. Die Künstlerin hat ebenso die Krönung Napoleons nach dem berühmten Gemälde von Jacques-Louis David auf ein Straußenei gemalt. Der originale Bleistift Napoleons, eine Nachbildung seiner Totenmaske und diverse Flaschen aus dem Weinkeller seines Exils auf St. Helena runden unter anderem die Sammlung ab. Ilse Wolfs Tochter Bärbel Wolf-Gellalty hat sich einst auf die Spuren Napoleons begeben und diesen Fundus zusammengetragen.